# مصلحة الجمارك (مصر)
مصلحة الجمارك المصرية هي مصلحة حكومية مصرية تابعة لوزارة المالية، أنشأت في عهد الخديوي إسماعيل سنة 1865 تحت اسم "مصلحة عموم الجمارك المصرية"، وتطورت هيكلتها ومسمياتها حتى وصلت إلى شكلها الحالي، تعمل مصلحة الجمارك في مجال تحصيل الرسوم والضرائب والرقابة على حركة البضائع الصادرة والواردة للبلاد من خلال مختلف المنافذ الحدودية المصرية (جوية، برية، وبحرية).

## التاريخ
يعود تاريخ إنشاء مصلحة الجمارك إلى عهد حاكم مصر الخديوي إسماعيل، حيث أصدر الأمر العالي في 15 يوليو 1865 بإنشاء مصلحة تتولى تحصيل الرسوم الجمرکية على الصادرات والواردات مباشرة لصالح الحکومة المصرية، وفق قواعد خاصة بالمعاهدات المعقودة مع الدولة العثمانية، وما يصدر إليها من أوامر خديوية، وذلك تحت اسم "مصلحة عموم الجمارك المصرية"، وقام الخديوي إسماعيل بتشكيل الهيکل الإداري اللازم للمصلحة من الموظفين المتخصصين، وتوفير ما يلزم للمصلحة من أدوات وآلات لضمان نجاحها في ضبط عملها، وتسهيل الإدارة وحرکة البضائع بکافة المنافذ المصرية، وفي 2 أبريل 1884 أصدر الخديوي توفيق الأمر العالي باللائحة الجمركية المصرية والتي تُعد أول لائحة تفصيلية تنظم عمل الجمارك في مصر، وفي سنة 1904 صدر قانون العقوبات المصري والذي تضمن صور للتهريب الجمركي والتهريب الغير ضريبي، وتبعه بعد ذلك القانون رقم 9 لسنة 1905 بشأن منع التهريب وأصبغ صفة الضبطية القضائية علي موظفي وعمال الجمارك.
بعد ذلك صدر قانون العقوبات رقم 58 لسنة 1937 بدلاً من قانون العقوبات الصادر سنة 1905، وتضمن القانون جرائم التهريب الجمركي وظل الاختصاص معقود للائحة الجمركية بشأن دعاوى التهريب الجمركي، صدرت بعد ذلك عدة قوانين تعالج أحكام التهريب الجمركي من أهمها قانون 42 لسنة 1944 بشأن مكافحة المواد المخدرة، والقانون رقم 80 لسنة 1947 بشأن مكافحة النقد، والأمر العسكري رقم 24 لسنة 1948 بشأن جرائم تهريب الذهب، كما صدرت عدة قوانين متفرقة تعالج ما ظهر من قصور في القوانين واللائحة الجمركية السابقة، وذلك حتى صدر القانون الجمركي رقم 66 لسنة 1963 وتعديلاته، والذي ظل معمولاً به حتى صدور قانون الجمارك الحالي رقم 207 لسنة 2020.

## التشريعات المُنظِمة
نظم عمل الجمارك المصرية منذ إنشاؤها عدة قوانين ومراسيم وقرارات هي:
- الأمر العالي الصادر في 15 يوليو 1865 بإنشاء مصلحة عموم الجمارك المصرية. (ملغي)[1]
- الأمر العالي الصادر في 2 أبريل 1884 بإصدار اللائحة الجمركية المصرية. (ملغي)[5]
- قانون رقم 66 لسنة 1963 بإصدار قانون الجمارك. (ملغي)[6]
- قانون رقم 207 لسنة 2020 بإصدار قانون الجمارك وتعديلاته. (ساري)[4]

## المهام
تعمل المصلحة على تحقيق عدة مهام هي:
- تحصيل الضرائب والرسوم الجمركية وغيرها من الضرائب والرسوم التي يدفعها المستوردون والمصدرون للجمارك.
- حماية إيرادات الدولة، وذلك عن طريق منع التهرب من الضرائب والرسوم والتأكد من دفعها.
- الرقابة على المستودعات بالموانيء البحرية والجوية، ومتابعة المواد الخام المعفاة من الرسوم الجمركية.
- الإشراف على حركة المخزون من البضائع في مخازن المستودعات العامة و الخاصة المصرح لها بتخزين البضائع المستوردة.
- الالتزام بتطبيق القرارات و القواعد والمعايير التي تصدرها الوزارات و المصالح الحكومية الأخرى في الدولة .
- مكافحة التهريب سواء إلى داخل أو إلى خارج البلاد عبر المنافذ الجمركية سواء البحرية أو الجوية أو البرية.

## الجهات التابعة
- المعهد القومي للتدريب الجمركي.

## وصلات خارجية
- الموقع الرسمي